# روي ك. ويلكوكس
روي ك. ويلكوكس (بالإنجليزية: Roy C. Wilcox)‏ هو سياسي أمريكي، ولد في 25 ديسمبر 1891 في ميريديان في الولايات المتحدة، وتوفي في 30 مارس 1975. حزبياً، نشط في الحزب الجمهوري. وقد انتخب أمين صندوق الدولة ‏.